# Federacions esportives de Catalunya
Llista de les federacions esportives catalanes:
| Esport                             | Federació                                                        | Any de fundació | Pàgina web                                                  |
| ---------------------------------- | ---------------------------------------------------------------- | --------------- | ----------------------------------------------------------- |
| Activitats subaquàtiques           | Federació Catalana d'Activitats Subaquàtiques                    |                 | www.fecdas.cat                                              |
| Agility                            | Federació Catalana d'Agility                                     | 2009            | fcagility.cat                                               |
| Arts marcials                      | Federació d'Arts Marcials de Catalunya                           |                 | www.famc.cat                                                |
| Atletisme                          | Federació Catalana d'Atletisme                                   | 1915            | www.fcatletisme.cat                                         |
| Automobilisme                      | Federació Catalana d'Automobilisme                               |                 | www.fca.cat                                                 |
| Bàdminton                          | Federació Catalana de Bàdminton                                  |                 | www.badminton.cat                                           |
| Ball esportiu                      | Federació Catalana de Ball Esportiu                              |                 | www.fcbe.cat                                                |
| Basquetbol                         | Federació Catalana de Basquetbol                                 | 1923            | www.basquetcatala.cat                                       |
| Biketrial                          | Biketrial Associació Catalana                                    | 2009            |                                                             |
| Beisbol i softbol                  | Federació Catalana de Beisbol i Softbol                          | 1929            | www.fcbs.cat                                                |
| Billar                             | Federació Catalana de Billar                                     |                 | www.fcbillar.org Arxivat 2005-11-24 a Wayback Machine.      |
| Bitlles                            | Federació Catalana de Bitlles i Bowling                          | 1949            | www.tbowling.cat                                            |
| Boxa                               | Federació Catalana de Boxa Amateur                               |                 | www.fcboxa.cat                                              |
| Caça                               | Federació Catalana de Caça                                       |                 | www.federcat.cat                                            |
| Ciclisme                           | Federació Catalana de Ciclisme                                   |                 | www.ciclisme.cat                                            |
| Coloms esportius                   | Federació Catalana de Coloms Esportius                           |                 | www.coloms.com                                              |
| Coloms missatgers                  | Federació Catalana de Coloms Missatgers                          | 1935            | www.colomsmissatgers.cat                                    |
| Corfbol                            | Federació Catalana de Korfbal                                    | 1982            | www.korfbal.cat                                             |
| Criquet                            | Federació Catalana de Criquet                                    |                 | www.cricketcatala.com                                       |
| Curses d'orientació                | Federació de Curses d'Orientació de Catalunya                    |                 | www.orientacio.cat                                          |
| Dards                              | Federació Catalana de Dards                                      | 1990            | www.dardscatalunya.cat                                      |
| Eisstock                           | Associació Icestock Catalunya                                    |                 | www.icestock.cat Arxivat 2008-05-20 a Wayback Machine.      |
| Escacs                             | Federació Catalana d'Escacs                                      | 1925            | www.escacs.cat                                              |
| Esgrima                            | Federació Catalana d'Esgrima                                     | 1922            | www.esgrima.cat                                             |
| Espeleologia                       | Federació Catalana d'Espeleologia                                |                 | www.espeleologia.cat                                        |
| Esports aeris                      | Federació Aèria Catalana                                         |                 | www.fac.cat                                                 |
| Esports d'hivern                   | Federació Catalana d'Esports d'Hivern                            |                 | www.fceh.cat                                                |
| Esports per a cecs                 | Federació Catalana d'Esports per a Cecs i Deficients Visuals     |                 | www.fcecs.cat                                               |
| Esports per a disminuïts psíquics  | Federació Catalana d'Esports per a Disminuïts Psíquics (ACELL)   |                 | www.federacioacell.org                                      |
| Esports per a minusvàlids          | Federació Catalana d'Esports de Persones amb Discapacitat Física | 1969            | www.esportadaptat.cat Arxivat 2009-09-07 a Wayback Machine. |
| Esports per a paralítics cerebrals | Federació Esportiva Catalana de Paralítics Cerebrals             |                 | www.fecpc.cat                                               |
| Esports per a sords                | Federació Esportiva de Sords de Catalunya                        |                 | www.esportsord.org                                          |
| Esquaix                            | Federació Catalana d'Esquaix i Raquetbol                         |                 | www.esquaix.cat                                             |
| Esquí nàutic                       | Federació Catalana d'Esquí Nàutic                                |                 | www.esquinautic.cat                                         |
| Excursionisme                      | Federació d'Entitats Excursionistes de Catalunya                 | 1920            | www.feec.cat                                                |
| Físic-culturisme                   | Federació Catalana de Físic-Culturisme                           |                 | www.fc-culturisme.cat                                       |
| Fistball                           | Associació Fistball Catalunya                                    |                 | www.fistball.cat Arxivat 2009-03-23 a Wayback Machine.      |
| Futbol                             | Federació Catalana de Futbol                                     | 1900            | www.fcf.cat                                                 |
| Futbol americà                     | Federació Catalana de Futbol Americà                             |                 | www.fcfa.cat                                                |
| Futbol sala                        | Federació Catalana de Futbol Sala                                | 1983            | www.futsal.cat                                              |
| Gimnàstica                         | Federació Catalana de Gimnàstica                                 |                 | www.gimnastica.cat                                          |
| Golf                               | Federació Catalana de Golf                                       |                 | www.catgolf.com                                             |
| Halterofília                       | Federació Catalana d'Halterofília                                |                 | www.fedecathalter.com Arxivat 2013-06-02 a Wayback Machine. |
| Handbol                            | Federació Catalana d'Handbol                                     | 1982            | www.fchandbol.cat                                           |
| Hípica                             | Federació Catalana d'Hípica                                      |                 | www.fchipica.cat                                            |
| Hoquei herba                       | Federació Catalana d'Hoquei                                      | 1922            | www.fchockey.cat                                            |
| Judo                               | Federació Catalana de Judo                                       |                 | www.fedecatjudo.cat                                         |
| Karate                             | Federació Catalana de Karate                                     |                 | www.fckarate.com Arxivat 2012-01-02 a Wayback Machine.      |
| Llebrers                           | Federació Catalana de Llebrers                                   |                 |                                                             |
| Lluita                             | Federació Catalana de Lluita                                     | 1924            | www.fclluita.cat Arxivat 2017-09-11 a Wayback Machine.      |
| Motociclisme                       | Federació Catalana de Motociclisme                               |                 | www.fcm.cat                                                 |
| Motonàutica                        | Federació Catalana de Motonàutica                                |                 | www.motonautica.org                                         |
| Natació i waterpolo                | Federació Catalana de Natació                                    | 1921            | www.natacio.cat                                             |
| Pàdel                              | Unió Esportiva de Pàdel de Catalunya                             |                 | www.fcpadel.cat                                             |
| Patinatge i hoquei patins          | Federació Catalana de Patinatge                                  | 1928            | www.fecapa.cat                                              |
| Pentatló modern                    | Federació Catalana de Pentatló Modern                            |                 | www.fcpentatlo.cat                                          |
| Pesca                              | Federació Catalana de Pesca Esportiva i Càsting                  |                 | www.fcpeic.cat Arxivat 2014-05-17 a Wayback Machine.        |
| Petanca                            | Federació Catalana de Petanca                                    |                 | www.fcpetanca.cat                                           |
| Pilota                             | Federació Catalana de Pilota                                     |                 | www.fcpilota.org                                            |
| Piragüisme                         | Federació Catalana de Piragüisme                                 |                 | www.fcpiraguisme.com                                        |
| Pitch and Putt                     | Associació Catalana de Pitch and Putt                            |                 | www.pitchandputt.cat Arxivat 2015-10-11 a Wayback Machine.  |
| Polo                               | Federació Catalana de Polo                                       |                 | www.fcpolo.com Arxivat 2005-09-26 a Wayback Machine.        |
| Raquetbol                          | Federació Catalana de Raquetbol                                  |                 | www.raquetbol.cat Arxivat 2010-10-03 a Wayback Machine.     |
| Rem                                | Federació Catalana de Rem                                        |                 | www.remcatalunya.org                                        |
| Rugbi                              | Federació Catalana de Rugbi                                      | 1922            | www.rugby.cat                                               |
| Rugbi lliga                        | Associació Catalana de Rugby Lliga                               |                 | www.rugbylliga.cat                                          |
| Salvament                          | Federació Catalana de Salvament i Socorrisme                     |                 | www.salvament.org                                           |
| Taekwondo                          | Federació Catalana de Taekwondo                                  |                 | www.taekwondocatala.com                                     |
| Tennis                             | Federació Catalana de Tennis                                     | 1904            | www.fctennis.cat                                            |
| Tennis taula                       | Federació Catalana de Tennis de Taula                            |                 | www.fctt.cat                                                |
| Tir al vol                         | Federació Catalana de Tir al Vol                                 |                 |                                                             |
| Tir amb arc                        | Federació Catalana de Tir amb Arc                                |                 | www.fcta.cat                                                |
| Tir olímpic                        | Federació Catalana de Tir Olímpic                                |                 | www.tircat.org                                              |
| Triatló                            | Federació Catalana de Triatló                                    |                 | www.triatlo.org                                             |
| Twirling                           | Federació Esportiva Catalana de Twirling                         |                 | www.twirling.cat                                            |
| Vela esportiva                     | Federació Catalana de Vela                                       |                 | www.fcv.cat Arxivat 2008-04-30 a Wayback Machine.           |
| Voleibol                           | Federació Catalana de Voleibol                                   |                 | www.fcvolei.cat                                             |

Catalunya, a més a més, té 21 esports en què competeix oficialment. Els 20 esports són els següents: 
1. Curses de muntanya
2. Rugby lliga
3. Bitlles i Bowling
4. Futbol Sala
5. Korfbal
6. Pitch & Put
7. Futbol australià
8. Fistball
9. Raquetbal
10. Físic-Culturisme
11. Icestock
12. Karate
13. Ball esportiu
14. Twirling
15. Patinatge - reconeguda per la federació sud-americana (CSP) però no a la internacional (FIRS)
16. Fut-Tennis
17. Tamborí
18. Touch Rugbi
19. Futvolei
20. Biketrial
21. Dards